# Hamad International Airport
Hamad International Airport (arabisk: مطار حمد الدولي; tr. Maṭār Ḥamad al-Duwalī) (IATA: DOH, ICAO: OTHH), tidligere New Doha International Airport, er den internationale lufthavn ved Doha, hovedstaden i Qatar.   
Lufthavnen ligger 4 km fra den tidligere Doha International Airport, som den afløste i 2014. Den er opkaldt efter den tidligere emir af Qatar, Hamad bin Khalifa al-Thani.